# 비도 (완도군)
비도(飛島)는 전라남도 완도군 금일읍에 있는 섬이다. 특정도서로 지정하여 관리되고 있다.

## 특정도서
비도는 파식대, 타포니 발달로 지형경관이 수려하고, 자금우 등 특정식물이 서식하고 초본층이 발달하여 독도 등 도서지역의 생태계보전에 관한 특별법에 의거 특정도서로 지정되었다.
- 지정번호 : 제67호
- 면적 : 10,747m2
- 지번 : 전라남도 완도군 금일읍 척치리 산519